# Liga Dominicana de Futebol
A Liga Dominicana de Futebol (LDF) é a categoria máxima do sistema 
de ligas de futebol na República Dominicana, organizado pela Federação Dominicana de Futebol (FEDO). Começou com a participação de 10 equipes, passou para 12 e, no ano de 2019, em sua edição 5 houve a desistência do Inter de Bayaguana devido a problemas administrativos e garantias financeiras que ele não conseguiu enfrentar, deixando o torneio com apenas 11 equipes representadas.

## Campeões
- 2015: Club Atlético Pantoja
- 2016: Club Barcelona Atlético
- 2017: Atlántico FC
- 2018: Cibao FC
- 2019: Club Atlético Pantoja
- 2020: Universidad O&M Futbol Club